# Zaluzianskya affinis
Zaluzianskya affinis är en flenörtsväxtart som beskrevs av O.M. Hilliard. Zaluzianskya affinis ingår i släktet Zaluzianskya och familjen flenörtsväxter. Inga underarter finns listade i Catalogue of Life.